# Atarba (Ischnothrix) iyouta
Atarba (Ischnothrix) iyouta is een tweevleugelige uit de familie steltmuggen (Limoniidae). De soort komt voor in het Australaziatisch gebied.